# Партія свободи (Шрі-Ланка)
Партія Свободи (синг. ශ්රී ලංකා නිදහස් පක්ෂය, там. இலங்கை சுதந்திரக் கட்சி) — одна з основних політичних партій Шрі-Ланки, вважається лівоцентристською.

## Історія
Партія свободи була створена в 1951 році рядом колишніх членів Об'єднаної національної партії. Її очолив лідер нижньої палати парламенту Соломон Бандаранаїке. Партія виступала за проголошення республіки, виведення англійських військ з території острова і розвиток відносин з соціалістичними країнами. Партія користувалася підтримкою буддійського духовенства. У 1956 році ПС здобула перемогу на парламентських виборах, а Бандаранаїке став главою уряду. Сингальський націоналізм керівництва ПС викликав невдоволення тамільської громади, що призвело до політичної кризи. У 1959 році Соломон Бандаранаїке був убитий, в 1960 році партію і уряд очолила його дружина Сірімаво Бандаранаїке (перша в світі жінка прем'єр-міністр). 
Подальше політичне життя країни визначалася суперництвом двох основних сил — Партії свободи та Об'єднаної національної партії. У період громадянської війни 1980-х рр. партія перебувала в опозиції до ОНП. У 1994 році ПС повернулася до влади — президентом стала Чандріка Кумаратунга. За її підтримки в 2005 році новим президентом було обрано лідера ПС Махінда Раджапаксе. Йому вдалося стабілізувати ситуацію в країні, ліквідувати наслідки цунамі і здобути військову перемогу над ТОТІ. Партія Свободи очолює Народний Альянс (коаліцію з сингальськими лівоцентристськими партіями, мусульманськими організаціями та КПШЛ). Опозиція звинувачує президента і лідерів ПС в обмеженні демократичних свобод.
| Рік виборів | Кандидат              | Голоси в першому турі |
| ----------- | --------------------- | --------------------- |
| 1982        | Гектор Коббекадува    | 2,548,438 (39.07 %)   |
| 1988        | Сірімаво Бандаранаїке | 2,289,860 (44.95 %)   |
| 1994        | Чандріка Кумаратунга  | 4,709,205 (62.28 %)   |
| 1999        | Чандріка Кумаратунга  | 4,312,157 (51.12 %)   |
| 2005        | Махінда Раджапаксе    | 4,887,152 (50,29 %)   |
| 2010        | Махінда Раджапаксе    | 6,015,934 (57.88 %)   |
| 2015        | Махінда Раджапаксе    | 5,768,090 (47.58%)    |

У 2016 році Махінда Раджапксе вийшов з партії